# Jan Dukas (cezar)
Jan Dukas (grec.  Ιωάννης Δούκας, ur. po 1006, zm. ok. 1088) – cezar i uzurpator bizantyński w 1074 roku.

## Życiorys
Był synem Andronika Dukasa, młodszym bratem cesarza Konstantyna X Dukasa. Przez brata został mianowany cezarem. W okresie rządów bratanka Michała VII Dukasa był jego głównym doradcą. Po jakiś czasie Michał
VII znalazł się pod przemożnym wpływem logotety Niceforitzesa, ten zaś pozbył się Jana z dworu. W 1074 Roussel de Bailleul, normański najemnik w armii bizantyńskiej ogłosił Jana Dukasa cesarzem. Obaj buntownicy po klęsce zadanej im przez Turków (wezwanych przez Michała VII) dostali się do niewoli. Michał VII wykupił stryja i ten przywdział habit. Jan udał się do swoich włości w Tracji. W 1081 roku wsparł bunt Aleksego I Komnena. Jego synem był Andronik Dukas.